# نیارووانا ماروسامپانانا
نیارووانا ماروسامپانانا (به لاتین: Niarovana Marosampanana) یک منطقهٔ مسکونی در ماداگاسکار است که در آلائوترا-مانگورو واقع شده‌است. نیارووانا ماروسامپانانا ۶٬۸۳۳ نفر جمعیت دارد.